# イストリアン・スムースヘアード・ハウンド

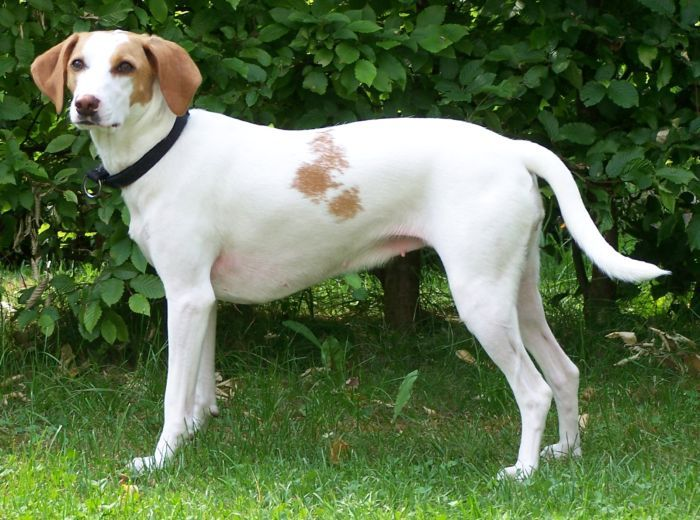
イストリアン・スムースヘアード・ハウンド

イストリアン・スムースヘアード・ハウンド（英：Istrian Smooth-haired Hound）とは、イストリア半島原産のセントハウンド犬種である。別名はイストリアン・ショートヘアード・ハウンド（英：Istrian Short-haired Hound）など。
イストリアン・コースヘアード・ハウンドは、これを基に作られた派生種である。

## 歴史
1479年に描かれたフレスコ画にもその姿を描かれている、かなり古くから存在する犬種である。諸説はあるが、フェニキア人がもたらしたサイトハウンド犬種（チズムではないといわれているが、はっきりとしたことは不明）とヨーロッパのマスティフ犬種、土着のセントハウンド犬種などを掛け合わせて作出されたといわれている。
主に怪我を負った野ウサギやキツネ、イノシシを狩るために使われた。小規模なパック若しくは単独で血の臭いを追跡し、追い掛け回して弱らせ、追い詰めるのが本種の仕事である。仕留めるのは本職ではなく、たいていは主人が猟銃で止めを刺す。
19世紀半ばになると、これの改良版であるイストリアン・コースヘアード・ハウンドが作出された。これは本種にグリフォン犬種を掛け合わせて誕生したものであるが、お互いにそれぞれ違った良さを持っていたため、どちらもバルカン半島内で人気の犬種となった。
然し、2度の世界大戦とユーゴスラビア紛争によってブリーディングが一時中止され、頭数が大幅に減少してしまった。紛争の沈静後は愛好家によってブリーディングが再開され、少しずつ頭数を回復していったが、再び別の戦禍により翻弄されてしまった時期もあった。
それはユーゴスラヴィアの解体後に起こった、犬種所有問題である。本種の原産地であるイストリア半島を所有することになったのはクロアチアとスロベニアの2国で、両国はお互いに本種を自国の犬として称すると主張したため、どちらの国を本種の原産国として指定するか激しい論争が交わされた。この論争は数年間続き、決定が二転三転され大きな混乱を引き起こした。このため、一時は名前そのものを奪われ、犬種名を失ってしまった事さえもあった。暴動が起こるため公の場では名前を呼ぶことが出来なくなってしまい、ブリーダーや愛好家など、この犬種に直接携わる人々でさえ、この犬を単にハウンド（Hound）と呼ばざるを得ないほどにその様は深刻であった。
この問題は長く続き、犬種名も長らく失ったままであったが、最終的には国際的にクロアチアを原産国として指定することが決定され、イストリア半島がこの犬種のもともとの原産地であったことから、現在のこの犬種名を取り戻すことができた。
その後、コースヘア種より遅れて1949年にFCIに公認犬種として登録された。現在バルカン半島の諸国ではとても人気の高い犬種で、実猟犬としてだけでなく、ペットやショードッグとしても多く飼育されている。然しながら、バルカン半島諸国以外ではあまり多く飼育されていない。

## 特徴
スムースヘアード種は、コースヘアード種に比べてペットやショードッグに向いた犬種であるといわれている。とはいえ、主人に抱かれてゆったりとくつろいでいるような愛玩犬ではない。あくまで猟犬である。マズル・首・脚・同・尾が長く、サイトハウンドほどではないが引き締まってすらりとした体型をしている。耳は前向きについた三角形の大きな垂れ耳で、尾は細長く先細りの垂れ尾。コートはスムースコートで、毛色はホワイトを地色として、ほんの少しオレンジかレモンの斑が入ったもの。ごく稀に真っ白の仔犬も生まれるが、目が青い場合は生まれつき聴覚障害を患っている可能性が高いので注意が必要である。体高44〜56cm、体重14〜20kgの中型犬で、性格は忠実で冷静、状況判断力に優れ、コースヘア種よりもしつけが入りやすい。運動量は非常に多く、吠え声はよく響くので日本ではちょっと飼いにくい犬種である。かかりやすい病気は運動のしすぎによる関節疾患などがある。